# Byrrhinus irregularis
Byrrhinus irregularis är en skalbaggsart som beskrevs av Maurice Pic 1922. Byrrhinus irregularis ingår i släktet Byrrhinus och familjen lerstrandbaggar. Inga underarter finns listade i Catalogue of Life.